# Pohjois-Shäddehvärri
Pohjois-Shäddehvärri är ett berg i Finland. Det ligger i Enare i landskapet Lappland, i den norra delen av landet, 1 000 km norr om huvudstaden Helsingfors. Toppen på Pohjois-Shäddehvärri är 490 meter över havet, eller 173 meter över den omgivande terrängen. Bredden vid basen är 7,3 km.
Terrängen runt Pohjois-Shäddehvärri är huvudsakligen lite kuperad.  Trakten runt Pohjois-Shäddehvärri är nära nog obefolkad, med mindre än två invånare per kvadratkilometer. Det finns inga samhällen i närheten. Omgivningarna runt Pohjois-Shäddehvärri är i huvudsak ett öppet busklandskap.